# Frank McGee (ishockeyspelare)

Francis Clarence "One-Eyed Frank" McGee, född 4 november 1882 i Ottawa, död 16 september 1916 i Courcelette, var en kanadensisk ishockeyspelare som spelade för Ottawa Hockey Club åren 1902–1906.

## Karriär
Frank McGee var en offensiv stjärnspelare och målspruta i ett Ottawa-lag som vann tre raka Stanley Cup åren 1903–1905.
I den andra matchen om två om Stanley Cup den 16 januari 1905 mot utmanarlaget Dawson City gjorde McGee hela 14 mål, vilket är rekord för flest antal gjorda mål av en spelare i en slutspelsmatch. Ottawa Hockey Club vann matchen med 23-2 och matchserien med 2-0 i matcher och 32-4 i målskillnad.
Frank McGee lade skridskorna på hyllan 1907. 16 september 1916 dog han i Courcelette, Frankrike, som soldat under Första världskriget.
1945 var McGee en av de nio första spelare som valdes in i Hockey Hall of Fame.

## Statistik
OCJHL = Ottawa City Junior Hockey League, CAHL = Canadian Amateur Hockey League, FAHL = Federal Amateur Hockey League, ECAHA = Eastern Canada Amateur Hockey Association
| 1899–00                  | Ottawa Secords           | CAIHL                    | —  | —  | — | —  | —  | —  | —  | — | —  | —  |
| 1900–01                  | Ottawa Aberdeens         | OCJHL                    | —  | —  | — | —  | —  | —  | —  | — | —  | —  |
| 1901–02                  | Ottawa Aberdeens         | CAIHL                    | —  | —  | — | —  | —  | —  | —  | — | —  | —  |
| 1903                     | Ottawa Hockey Club       | CAHL                     | 6  | 14 | — | 14 | 9  | 2  | 3  | 0 | 3  | 3  |
|                          | Ottawa Hockey Club       | Stanley Cup              | —  | —  | — | —  | —  | 2  | 4  | — | 4  | —  |
| 1904                     | Ottawa Hockey Club       | CAHL                     | 4  | 12 | — | 12 | 9  | —  | —  | — | —  | —  |
|                          | Ottawa Hockey Club       | Stanley Cup              | —  | —  | — | —  | —  | 8  | 21 | — | 21 | —  |
| 1904–05                  | Ottawa Hockey Club       | FAHL                     | 6  | 17 | — | 17 | 14 | —  | —  | — | —  | —  |
|                          | Ottawa Hockey Club       | Stanley Cup              | —  | —  | — | —  | —  | 4  | 18 | — | 18 | —  |
| 1906                     | Ottawa Hockey Club       | ECAHA                    | 7  | 28 | — | 28 | 18 | 2  | 2  | 0 | 2  | 9  |
|                          | Ottawa Hockey Club       | Stanley Cup              | —  | —  | — | —  | —  | 4  | 16 | — | 16 | —  |
| CAHL, FAHL, ECAHA totalt | CAHL, FAHL, ECAHA totalt | CAHL, FAHL, ECAHA totalt | 23 | 71 | — | 71 | 50 | 4  | 5  | 0 | 5  | 12 |
| Stanley Cup totalt       | Stanley Cup totalt       | Stanley Cup totalt       | —  | —  | — | —  | —  | 18 | 59 | — | 59 | —  |